# Adriana Iturbide
Adriana Iturbide Ibarra (* 27. März 1993 in Guadalajara, auch „Boyi“ gerufen) ist eine mexikanische Fußballspielerin.

## Karriere

### Vereine
Iturbide gehörte erst im Alter von 25 Jahren dem in Guadalajara ansässigen Atlas Guadalajara an, für den sie in der Saison 2018/19 in der am 5. Dezember 2016 beschlossenen und gegründeten Liga MX Femenil, der höchsten Spielklasse im mexikanischen Frauenfußball, ihre ersten 15 Punktspielen bestritt. Ihr Debüt erfolgte zum Saisonstart (Apertura 2018) am 16. Juli bei der 0:1-Niederlage im Auswärtsspiel gegen die Frauenfußballmannschaft des Club Atlético Monarcas Morelia und währte 90 Minuten lang. Ihre ersten beiden von sieben Saisontoren erzielte sie am 4. August 2018 (4. Spieltag) beim 5:0-Sieg im Heimspiel gegen die die Frauenfußballmannschaft des Querétaro Fútbol Club – auch „Gallos Blancos“ genannt – mit den Treffern zum 2:0 und 3:0 in der 36. und 43. Minute. In der Rückrunde der Saison (Clausura 2019) bestritt sie elf Punktspiele und erzielte drei Tore. Da sich ihre Mannschaft – sowohl zum Hin- als auch zum Rückrundenende als eine der ersten vier Mannschaften der Gruppe B für die sich anschließenden Meisterrunden qualifizieren konnte, kam sie in jeweils zwei in Hin- und Rückspiel ausgetragenen Viertelfinalspielen dieser zum Einsatz. Am 23. und 27. November 2018 kam es zu den Begegnungen mit UANL Tigres gegen den sie mit ihrer Mannschaft das Heimspiel mit 1:2 verlor und das Rückspiel im Estadio Universitario torlos beendete. Gegen die Frauenfußballmannschaft des CF Pachuca wurde das Hinspiel am 25. April 2019 in Zapopan mit 0:1 verloren, das Rückspiel am 30. April 2019 in Pachuca de Soto mit 1:1 beendet. Fortan bestritt sie in den Saisonen 2019/20 bis 2021/22 weitere 71 Punktspielen (48 Apertura, 23 Clausura), in denen sie 32 Tore (21 Apertura, 11 Clausura) erzielte sowie insgesamt zehn Spiele (1 Tor) in den anschließenden Meisterrunden.
Zum Ligakonkurrenten Chivas Femenil – so der Spitzname der dem Club Deportivo Guadalajara angeschlossenen Frauenfußballmannschaft – gewechselt, spielt sie seit der Saison 2022/23 für diesen Lokalrivalen.

### Nationalmannschaft
Iturbide debütierte als Nationalspielerin für den FEMEXFUT in der A-Nationalmannschaft. Sie nahm mit ihr am Turnier um den Zypern-Cup 2019 teil und kam das erste Mal am 27. Februar im ersten von drei Spielen der Gruppe B bei der 0:5-Niederlage gegen die Nationalmannschaft Italiens mit Einwechslung für Katty Martínez ab der 72. Minute ins Spiel. Am 4. März erzielte sie im dritten Gruppenspiel beim 3:3-Unentschieden gegen die Nationalmannschaft Ungarns, mit dem Treffer zur 2:1-Führung in der 54. Minute ihr erstes A-Länderspieltor. Im Spiel um Platz 5, das mit 2:1 gegen die Nationalmannschaft Tschechiens gewonnen wurde, kam sie nicht zum Einsatz.
Am 5. Dezember 2019 kam sie in einem Freundschaftsspiel gegen die Nationalmannschaft Brasiliens zum Einsatz, in dem sie in den zweiten 45 Minuten mitwirkte. Das Länderspiel in São Paulo wurde mit 0:4 verloren.
Sie wurde ferner in den zwei CONCACAF-Qualifikationsspielen der Gruppe B im Rahmen des Finalturniers in den Vereinigten Staaten (Edinburg) für das olympische Fußballturnier 2020 in Tokio berücksichtigt. Am 29. Januar 2020 gewann sie mit ihrer Mannschaft das Spiel gegen die Nationalmannschaft Jamaikas mit 1:0, am 4. Februar 2020 unterlag sie mit ihr der Nationalmannschaft Kanadas mit 0:2; in beiden Spielen wurde sie für Renae Cuéllar eingewechselt.
Zuletzt kam sie am 3. September 2022 in einem Freundschaftsspiel gegen die Nationalmannschaft Neuseelands zum Einsatz; das Länderspiel in Carson wurde mit 0:1 verloren, sie kam für Alicia Cervantes ab der 46. Minute ins Spiel. Sie gehörte der Mannschaft zuletzt im Februar 2023 an, die Freundschaftsspiele gegen die Nationalmannschaften Nigerias (1:0), Costa Ricas (1:1) und Kolumbiens (1:1) bestritt; in diesen wurde sie jedoch nicht eingesetzt.

## Sonstiges
Iturbide begann im Jahr 2018 mit dem Fußballsport; ein Jahr vor Abschluss ihres Medizinpraktikums am Instituto Tecnológico y de Estudios Superiores de Monterrey (ITESM) auf dem Campus von Guadalajara. Fernando Samayoa, Trainer der Profimannschaft von Atlas Guadalajara, der sie zuvor kontaktiert hatte, sorgte für die Wendung ihrer Pläne. Iturbide beendete während ihrer vierjährigen Vereinszugehörigkeit ihr Medizinstudium und hat die Tür zu ihrer Karriere als Ärztin jedoch nicht verschlossen, denn nach Abschluss ihres Studiums und ihres Praktikums studiert sie derzeit spielend ihren Sozialdienst. Das Studium eines Fachgebietes will sie nach ihrer Spielerkarriere im Teilgebiet Sportmedizin, Hals-Nasen-Ohren-Heilkunde oder Dermatologie „in Angriff“ nehmen.